# Salomon Haberland

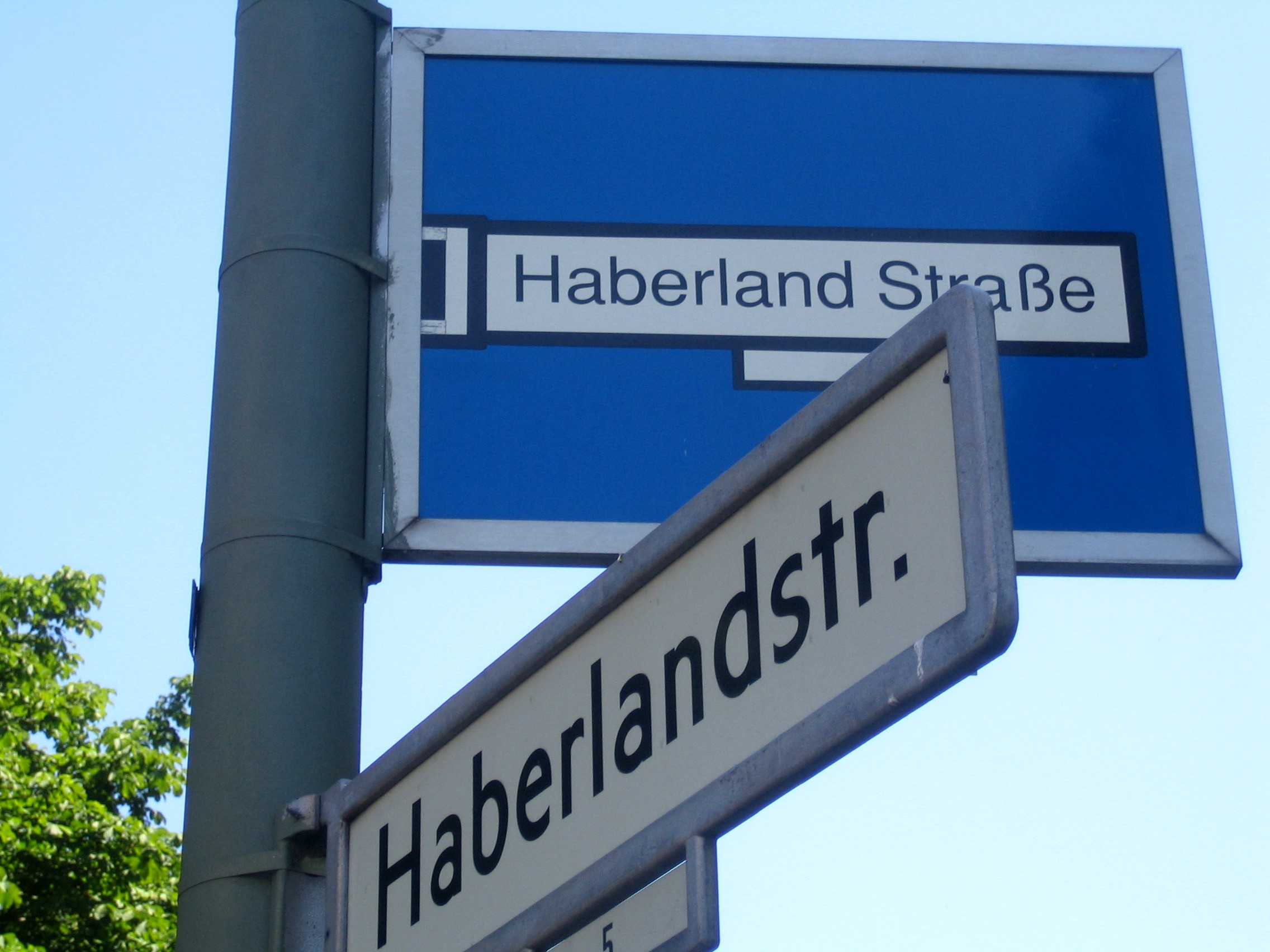
Haberlandstrasse som del i Orte des Erinnerns.

Salomon Haberland, född 27 oktober 1836 i Wittstock, död 2 september 1914 i Berlin, var en tysk affärsman och fastighetsutvecklare, känd för skapandet av Bayerisches Viertel i Berlin 
Haberland byggdes upp en textilmanufaktur i Wittstock och från 1866 på Papestrasse i Schöneberg. Pengarna använde han till att investera i markuppköp i det fortfarande till stora delar obebyggda Schöneberg. Salomon Haberlands bolag Berlinische Boden-Gesellschaft (BBG), grundad tillsammans med Arthur Booth 1890, skapade Bayerisches Viertel och Viktoria-Luise-Platz i Schöneberg samt Wagnerviertel och Rheingauviertel. Företaget inte bara köpte mark utan hade även en egen konstruktionsbyrå.
Salomon Haberland hamnade under tiden i en öppen konflikt med Schönebergs stad sedan den politiska majoriteten växlat och under en period stod byggarbetena stilla när konflikten eskalerade. Senare återupptogs arbetet och Bayerisches Viertel färdigställdes. Hans son Georg Haberland (1861–1933) tog över ledningen av företaget. När nazisterna kom till makten tvingades de judiska medarbetare att lämna företaget. Haberlands familj mördades i nazisternas koncentrationsläger, delar av familjen kunde fly till Sverige.
Salomon Haberland förärades titeln Kommerzienrat. Haberlandstrasse i Bayerisches Viertel har fått sitt namn efter honom. Nazisterna ändrades 1938 namn på gatan till Treuchtlinger Strasse (norra delen) och Nördlinger Strasse (södra delen) men 1996 återfick den del som hette Nördlinger Strasse sitt ursprungliga namn. Vid beslutet protesterade Nördlingen mot att man miste "sin" gata i Berlin.

### Fotnoter
1. ↑  Es war in Schöneberg - Aus 700 Jahren Schöneberger Geschichte
2. 1 2  ”Nördlingen will in Berlin bleiben” (på tyska). Berliner Zeitung. 21 april 1995. Arkiverad från originalet den 29 april 2013. http://archive.is/2013.04.29-042642/http://www.berliner-zeitung.de/archiv/bayerische-stadt-protestiert-gegen-umbenennung--ihrer--strasse-in-haberlandstrasse-noerdlingen-will-in-berlin-bleiben,10810590,8943660.html.